# Baphia
Baphia é um género botânico pertencente à família Fabaceae.[carece de fontes?]